# Sugar Time
Sugar Time (Sugar Time!) è una serie televisiva statunitense in 13 episodi trasmessi per la prima volta nel corso di 2 stagioni dal 1977 al 1978.
È una sitcom incentrata sulle vicende di un gruppo rock femminile, composto da Maxx Douglas, Maggie Barton e Diane Zuckerman che si esibiscono in un night-club di Los Angeles, il Tryout Room, e che convivono nello stesso appartamento.

## Personaggi e interpreti
- Maxx Douglas (13 episodi, 1977-1978), interpretata da Barbi Benton.
- Maggie Barton (13 episodi, 1977-1978), interpretata da Marianne Black.
- Diane Zuckerman (13 episodi, 1977-1978), interpretata da Didi Carr.
- Al Marks (12 episodi, 1977-1978), interpretato da Wynn Irwin.
- Paul Landson (6 episodi, 1977-1978), interpretato da Mark Winkworth.
- Lightning Jack Rappaport (3 episodi, 1977-1978), interpretato da Charles Fleischer.
- Don Roberts (3 episodi, 1977-1978), interpretato da Terry Kiser.

### Guest star
Tra le guest star: John David Carson, Jon Silo, Jack Fletcher, Joshua Shelley, Ketty Lester, Archie Hahn, James Staley, Jed Allan, Murray Matheson.

## Produzione
La serie, ideata da James Komack, fu prodotta da The Komack Company, società di Komack. Le musiche furono composte da Paul Williams. Il tema musicale è eseguito dalle tre attrici protagoniste ed è intitolato Girls, Girls, Girls, Don't You Wanna Love'em.

## Distribuzione
La serie fu trasmessa negli Stati Uniti dal 13 agosto 1977 al 29 maggio 1978 sulla rete televisiva ABC. In Italia è stata trasmessa con il titolo Sugar Time.

## Episodi
| Stagione         | Episodi | Prima TV USA |
| ---------------- | ------- | ------------ |
| Prima stagione   | 5       | 1977         |
| Seconda stagione | 8       | 1978         |